# Yandabo
Yandabo ou Yandabou est un village sur l'Irrawaddy, dans la Région de Sagaing en Birmanie centrale. C'est là que fut signé le 24 février 1826 de traité de Yandabo mettant fin à la première des guerres anglo-birmanes.